# Ямжач

Ямжач — река в России, протекает в Чердынском районе Пермского края. Устье реки находится в 380 км по левому берегу реки Колва. Длина реки составляет 34 км.
Исток реки находится в предгорьях Северного Урала около южной оконечности возвышенности Ямжачная Парма. Река течёт на север западнее вытянутого с севера на юг хребта Ямжачная Парма. Течение быстрое, в верховьях — горное. Ширина реки в нижнем течении 10-15 метров, скорость течения 0,5-0,6 м/с.

## Притоки (км от устья)
- река Грязнуха (пр)
- река Ходовая (лв)
- 12 км: река Пассавож (лв)
- 22 км: река Западная (лв)

## Данные водного реестра
По данным государственного водного реестра России относится к Камскому бассейновому округу, водохозяйственный участок реки — Кама от водомерного поста у села Бондюг до города Березники, речной подбассейн реки — бассейны притоков Камы до впадения Белой. Речной бассейн реки — Кама.
По данным геоинформационной системы водохозяйственного районирования территории РФ, подготовленной Федеральным агентством водных ресурсов:
- Код водного объекта в государственном водном реестре — 10010100212111100005553
- Код по гидрологической изученности (ГИ) — 111100555
- Код бассейна — 10.01.01.002
- Номер тома по ГИ — 11
- Выпуск по ГИ — 1